# Aly Khala Falah
Ne doit pas être confondu avec Ali Khalafalla.
Aly Khala Falah (en arabe : على خلف الله), né vers 2002, est un nageur égyptien.

## Carrière
Aly Khala Falah remporte aux Championnats d'Afrique de natation 2021 à Accra la médaille de bronze sur 50 mètres dos.